# Liste der Bodendenkmäler in Ehingen (Mittelfranken)
Auf dieser Seite sind die Bodendenkmäler in der mittelfränkischen Gemeinde Ehingen zusammengestellt. Diese Tabelle ist eine Teilliste der Liste der Bodendenkmäler in Bayern. Grundlage ist die Bayerische Denkmalliste, die auf Basis des Bayerischen Denkmalschutzgesetzes vom 1. Oktober 1973 erstmals erstellt wurde und seither durch das Bayerische Landesamt für Denkmalpflege geführt wird. Die folgenden Angaben ersetzen nicht die rechtsverbindliche Auskunft der Denkmalschutzbehörde.

## Bodendenkmäler in Ehingen
| Lage       | Objekt | Akten-Nr.     | Bild |
| ---------- | --- | ------------- | ---- |
| (Standort) | Freilandstation des Mesolithikums und Siedlung des Neolithikums. | D-5-6828-0020 |      |
| (Standort) | Freilandstation des Mesolithikums. | D-5-6828-0023 |      |
| (Standort) | Freilandstation des Mesolithikums. | D-5-6828-0025 |      |
| (Standort) | Freilandstation des Mesolithikums. | D-5-6828-0026 |      |
| (Standort) | Siedlung vor- und frühgeschichtlicher Zeitstellung. | D-5-6828-0056 |      |
| (Standort) | Römisches Kastell, Friedhof des Mittelalters. | D-5-6829-0103 |      |
| (Standort) | Vicus und Gräberfeld der Römischen Kaiserzeit, Siedlung der mittleren Bronzezeit. | D-5-6829-0104 |      |
| (Standort) | Grabhügel vorgeschichtlicher Zeitstellung. | D-5-6829-0106 |      |
| (Standort) | Wachtposten WP 13/31 des raetischen Limes. | D-5-6829-0108 |      |
| (Standort) | Grabhügel vorgeschichtlicher Zeitstellung. | D-5-6829-0110 |      |
| (Standort) | Bergwerk und Verhüttungsplatz des Mittelalters und der Neuzeit. | D-5-6829-0111 |      |
| (Standort) | Grabhügel vorgeschichtlicher Zeitstellung. | D-5-6829-0112 |      |
| (Standort) | Wachtposten WP 13/32 des raetischen Limes. | D-5-6829-0114 |      |
| (Standort) | Wachtposten WP 13/33 des raetischen Limes. | D-5-6829-0115 |      |
| (Standort) | Wachtposten WP 13/34 des raetischen Limes. | D-5-6829-0116 |      |
| (Standort) | Wachtposten WP 13/35 des raetischen Limes. | D-5-6829-0117 |      |
| (Standort) | Siedlung der Steinzeiten. | D-5-6829-0120 |      |
| (Standort) | Freilandstation des Spätpaläolithikums, des Mesolithikums und Siedlung des Neolithikums. | D-5-6829-0121 |      |
| (Standort) | Freilandstation des Mesolithikums und Siedlung des Neolithikums. | D-5-6829-0122 |      |
| (Standort) | Freilandstation des Mesolithikums und Siedlung des Neolithikums. | D-5-6829-0124 |      |
| (Standort) | Freilandstation des Mesolithikums. | D-5-6829-0128 |      |
| (Standort) | Freilandstation des Mesolithikums und Siedlung des Neolithikums. | D-5-6829-0129 |      |
| (Standort) | Freilandstation des Mesolithikums und Siedlung des Neolithikums. | D-5-6829-0130 |      |
| (Standort) | Freilandstation des Mesolithikums. | D-5-6829-0131 |      |
| (Standort) | Freilandstation des Mesolithikums. | D-5-6829-0132 |      |
| (Standort) | Freilandstation des Mesolithikums und Siedlung des Neolithikums. | D-5-6829-0134 |      |
| (Standort) | Freilandstation des Mesolithikums. | D-5-6829-0135 |      |
| (Standort) | Freilandstation des Mesolithikums und Siedlung des Neolithikums. | D-5-6829-0137 |      |
| (Standort) | Freilandstation des Mesolithikums. | D-5-6829-0138 |      |
| (Standort) | Freilandstation des Mesolithikums. | D-5-6829-0139 |      |
| (Standort) | Freilandstation des Mesolithikums. | D-5-6829-0140 |      |
| (Standort) | Freilandstation des Mesolithikums. | D-5-6829-0141 |      |
| (Standort) | Freilandstation des Mesolithikums und Siedlung des Neolithikums. | D-5-6829-0142 |      |
| (Standort) | Freilandstation des Mesolithikums. | D-5-6829-0143 |      |
| (Standort) | Freilandstation des Mesolithikums, Siedlung des Neolithikums. | D-5-6829-0144 |      |
| (Standort) | Siedlung vorgeschichtlicher Zeitstellung und der Bronzezeit. | D-5-6829-0147 |      |
| (Standort) | Bestattungsplatz vorgeschichtlicher Zeitstellung mit Grabhügeln. | D-5-6829-0149 |      |
| (Standort) | Herrschaftssitz des Mittelalters. | D-5-6829-0150 |      |
| (Standort) | Grabhügel vorgeschichtlicher Zeitstellung. | D-5-6829-0152 |      |
| (Standort) | Grabhügel vorgeschichtlicher Zeitstellung. | D-5-6829-0154 |      |
| (Standort) | Siedlung vor- und frühgeschichtlicher Zeitstellung. | D-5-6829-0191 |      |
| (Standort) | Teilstrecke des raetischen Limes. | D-5-6829-0200 |      |
| (Standort) | Grabhügel vorgeschichtlicher Zeitstellung. | D-5-6829-0241 |      |
| (Standort) | Mittelalterliche und frühneuzeitliche Befunde im Bereich der evangelisch-lutherischen Pfarrkirche, Friedhof des Mittelalters und der frühen Neuzeit.                                                                      | D-5-6829-0243 |      |
| (Standort) | Befestigung der Bronze- und Urnenfelderzeit und Burgstall des frühen Mittelalters sowie Freilandstation des Mesolithikums, Siedlung des Neolithikums, Bestattungsplatz der Bronzezeit und frühmittelalterlicher Friedhof. | D-5-6929-0084 |      |
| (Standort) | Wachtposten WP 13/26 des raetischen Limes. | D-5-6929-0113 |      |
| (Standort) | Siedlung vorgeschichtlicher Zeitstellung, Brandgräber der Urnenfelderzeit. | D-5-6929-0114 |      |
| (Standort) | Burgstall des Mittelalters. | D-5-6929-0115 |      |
| (Standort) | Siedlung vorgeschichtlicher Zeitstellung und der römischen Kaiserzeit, mittelalterliche Wüstung „Oberhofen“. | D-5-6929-0118 |      |
| (Standort) | Erdstall des Mittelalters und der frühen Neuzeit. | D-5-6929-0119 |      |
| (Standort) | Reihengräberfeld des frühen Mittelalters. | D-5-6929-0121 |      |
| (Standort) | Teilstrecke des raetischen Limes. | D-5-6929-0122 |      |
| (Standort) | Wachtposten WP 13/27 des raetischen Limes. | D-5-6929-0123 |      |
| (Standort) | Wachtposten WP 13/28 des raetischen Limes. | D-5-6929-0124 |      |
| (Standort) | Wachtposten WP 13/29 des raetischen Limes. | D-5-6929-0125 |      |
| (Standort) | Siedlung des Neolithikums. | D-5-6929-0130 |      |
| (Standort) | Grabhügel der Hallstattzeit. | D-5-6929-0133 |      |
| (Standort) | Grabhügel vorgeschichtlicher Zeitstellung. | D-5-6929-0136 |      |
| (Standort) | Grabhügel vorgeschichtlicher Zeitstellung. | D-5-6929-0137 |      |
| (Standort) | Mittelalterlicher Burgstall. | D-5-6929-0138 |      |
| (Standort) | Siedlung vorgeschichtlicher Zeitstellung. | D-5-6929-0140 |      |
| (Standort) | Siedlung vorgeschichtlicher Zeitstellung sowie der Spätbronze- und Urnenfelderzeit. | D-5-6929-0141 |      |
| (Standort) | Siedlung vorgeschichtlicher Zeitstellung. | D-5-6929-0142 |      |
| (Standort) | Siedlung des Neolithikums. | D-5-6929-0143 |      |
| (Standort) | Freilandstation des Mesolithikums und Siedlung der Urnenfelderzeit. | D-5-6929-0144 |      |
| (Standort) | Grabhügel vorgeschichtlicher Zeitstellung. | D-5-6929-0157 |      |
| (Standort) | Freilandstation des Mesolithikums, Siedlung der Urnenfelderzeit, der Hallstattzeit, der Latènezeit, der römischen Kaiserzeit und des Mittelalters.                                                                        | D-5-6929-0160 |      |
| (Standort) | Siedlung vorgeschichtlicher Zeitstellung. | D-5-6929-0161 |      |
| (Standort) | Siedlung des Neolithikum. | D-5-6929-0164 |      |
| (Standort) | Siedlung vorgeschichtlicher Zeitstellung und der Latènezeit. | D-5-6929-0165 |      |
| (Standort) | Freilandstation des Mesolithikums, Siedlung der Spätbronze- und Urnenfelderzeit. | D-5-6929-0167 |      |
| (Standort) | Siedlung oder Materialentnahmegruben vor- und frühgeschichtlicher Zeitstellung. | D-5-6929-0184 |      |
| (Standort) | Mittelalterliche Vorgängerbauten der evangelisch-lutherischen Kirche St. Ottilia und Wendelin. | D-5-6929-0186 |      |
| (Standort) | Mittelalterliche und frühneuzeitliche Befunde im Bereich der evangelisch-lutherischen Pfarrkirche St. Jakob, Friedhof des Mittelalters und der frühen Neuzeit.                                                            | D-5-6929-0204 |      |
| (Standort) | Mittelalterliche und frühneuzeitliche Befunde im Bereich der evangelisch-lutherischen Pfarrkirche St. Johannes der Täufer, Friedhof des Mittelalters und der frühen Neuzeit.                                              | D-5-6929-0206 |      |
| (Standort) | Mittelalterliche und frühneuzeitliche Befunde im Bereich der evangelisch-lutherischen Pfarrkirche, Friedhof des Mittelalters und der frühen Neuzeit.                                                                      | D-5-6929-0208 |      |
| (Standort) | Mittelalterliche und frühneuzeitliche Befunde im Bereich der ehemaligen Friedhofskapelle. | D-5-6929-0209 |      |